# 金森修
金森 修（かなもり おさむ、1954年（昭和29年）8月4日 - 2016年（平成28年）5月26日）は、日本の哲学研究者・思想評論家。

## 来歴
北海道札幌市生まれ。札幌市立啓明中学校、北海道札幌南高等学校を卒業。高校1年生（1970年）の頃、当時の3年生を中心とした学生グループが決定した授業無限拒否に巻き込まれる（札南闘争）。
1978年（昭和53年）東京大学教養学部教養学科フランス分科卒業。同大学院人文科学研究科比較文学比較文化博士課程満期退学。
数理哲学者のジャン=トゥサン・ドゥサンティを指導教員としてパリ第1大学で学び、ガストン・バシュラールを論じたA4サイズで500枚を超える長大な博士論文を提出、哲学博士の学位を取得。
1987年（昭和62年）頃筑波大学講師・助教授。東京水産大学助教授を経て2000年教授。2002年東京大学大学院教育学研究科教授。
1995年『フランス科学認識論の系譜』で渋沢・クローデル賞を受賞。2000年『サイエンス・ウォーズ』でサントリー学芸賞、並びに、哲学奨励山崎賞を受賞。2011年『〈生政治〉の哲学』で日本医学哲学・倫理学会 学会賞を受賞。
2016年5月26日、大腸癌により死去。満61歳没。

## 人物
1980年代から1990年代前半にかけてエピステモロジー（フランス系の科学思想史）を主に研究し、ガストン・バシュラール、ジョルジュ・カンギレムなどの導入を行った。その際、よく準拠した科学は主に医学と生物学であった。
一時期、科学社会学的動向にも注意を払ったが、2000年代前半にはより古典的な哲学史研究や、生政治学・生命倫理学に関心を移動させている。ただ、それらの作業全体の背後には、フーコーから学んだ問題関心が利いている場合が多い。特に2000年代後半では、人間と非人間、あるいは準人間との境界領域が孕む諸問題を、具体例を挙げて論じようとしている。
ユダヤの特殊な泥人形ゴーレム、それに〈人間未満の生物〉としての動物一般についての考察などが、その具体的な成果である。『ゴーレムの生命論』や『動物に魂はあるのか』は、人間と非人間との境界を探る一種の〈亜人論〉を構成していると位置づけてもよい。
他界後、『昭和前期の科学思想史』に基づいた英訳が出版された。

## 著書

### 単著
- 『フランス科学認識論の系譜 - カンギレム、ダゴニェ、フーコー』（勁草書房） 1994年
- 『バシュラール - 科学と詩』（講談社、現代思想の冒険者たち 05） 1996年
- 『サイエンス・ウォーズ』（東京大学出版会） 2000年、新装版 2014年（新版あとがき）
- 『負の生命論 - 認識という名の罪』（勁草書房） 2003年
- 『ベルクソン - 人は過去の奴隷なのだろうか』（日本放送出版協会、シリーズ・哲学のエッセンス） 2003年
- 『自然主義の臨界』（勁草書房） 2004年
- 『科学的思考の考古学』（人文書院） 2004年
- 『遺伝子改造』（勁草書房） 2005年
- 『病魔という悪の物語 - チフスのメアリー』（ちくまプリマー新書） 2006年
- 『〈生政治〉の哲学』（ミネルヴァ書房） 2010年
- 『ゴーレムの生命論』（平凡社新書） 2010年
- 『動物に魂はあるのか』（中公新書） 2012年
- 『科学の危機』（集英社新書） 2015年
- 『知識の政治学』（せりか書房） 2015年
- 『科学思想史の哲学』（岩波書店） 2015年
- 『人形論』（平凡社） 2018年 - 書き下ろし単行本で遺作。刊行日は2018年5月26日、著者の二周忌である。
- 『東洋 / 西洋を越境する - 金森修科学論翻訳集』（小松美彦, 坂野徹, 隠岐さや香編、読書人） 2019年 - 欧文で刊行された論攷を和訳。収録論攷は著者自身が生前に選定。

### 編著
- 『エピステモロジーの現在』（慶應義塾大学出版会） 2008年
- 『科学思想史』（勁草書房） 2010年
- 『昭和前期の科学思想史』（勁草書房） 2011年
- 『合理性の考古学 - フランスの科学思想史』（東京大学出版会） 2012年
- 『エピステモロジー - 20世紀のフランス科学思想史』（慶應義塾大学出版会） 2013年
- 『昭和後期の科学思想史』（勁草書房） 2016年
- 『明治・大正期の科学思想史』（勁草書房） 2017年

### 共著
- 『現代科学論 - 科学をとらえ直そう』（井山弘幸、新曜社） 2000年
- 『遺伝子改造社会 - あなたはどうする』（池田清彦、洋泉社、新書y） 2001年

### 共編著
- 『科学論の現在』（中島秀人、勁草書房） 2002年
- 『VOL 05 特集：エピステモロジー』（近藤和敬, 森元斎、以文社） 2011年
- 『生命倫理のフロンティア』（粟屋剛、丸善出版、シリーズ生命倫理学 第20巻） 2013年
- 『科学技術をめぐる抗争』（塚原東吾、岩波書店、リーディングス戦後日本の思想水脈 第2巻） 2016年

## 翻訳
- 『反射概念の形成 - デカルト的生理学の淵源』（ジョルジュ・カンギレム、法政大学出版局） 1988年
- 『適応合理主義』（ガストン・バシュラール、国文社） 1989年
- 『科学史・科学哲学研究』（ジョルジュ・カンギレム、法政大学出版局） 1991年
- 「科学史 - 科学認識論と歴史との狭間で -」（ロシュディ・ラーシェド、『みすず』第460号、pp.25-37.） 1999年7月
- 「アレクサンドル・コイレ『天文学革命、コペルニクス、ケプラー、ボレッリ』」pp.209-211.（筑摩書房、『ミシェル・フーコー思想集成』第Ⅰ巻） 1998年
- 「ミシェル・フーコーとジル・ドゥルーズはニーチェにその本当の顔を返したがっている」pp.379-383；「哲学者とは何か」pp.384-385；「メッセージあるいは雑音？」pp.392-396.（筑摩書房『ミシェル・フーコー思想集成』第Ⅱ巻） 1999年
- 「F・ダゴニェの論考『生物学史におけるキュヴィエの位置づけ』に関する論考」pp.330-334；「生物学史におけるキュヴィエの位置」pp.335-381.（筑摩書房、『ミシェル・フーコー思想集成』第Ⅲ巻） 1999年
- 「イデオロギーとしての飢え」スーザン・ボルド『耐えられない重さ』より（柴田崇との共訳）ならびに解題 （『思想』第946号、pp.31-60.） 2003年2月
- 「医学哲学」（H・トリストラム・エンゲルハート、丸善、『生命倫理百科事典』第3版、volume I、pp.33-37.） 2007年
- Introduction, pp.391-398, Traduction d'un texte de Omori Shozo, "Le passe et le reve en tant que fabrication langagiere", pp.398-421. 大森荘蔵の論文の仏訳と､大森哲学の簡単な紹介  in Dalissier, M., S.Nagai et Y.Sugimura, sous la direction de, Philosophie Japonaise, Paris, J.Vrin, 2013.

### フランソワ・ダゴニェ
- 『具象空間の認識論 - 反・解釈学』（フランソワ・ダゴニェ、法政大学出版局） 1987年
- 『面・表面・界面 - 一般表層論』（フランソワ・ダゴニェ、法政大学出版局） 1990年
- 『バイオエシックス - 生体の統御をめぐる考察』（フランソワ・ダゴニェ、法政大学出版局） 1992年
- 『病気の哲学のために』（フランソワ・ダゴニェ、産業図書） 1998年